# GeaBios
GeaBios je slovenski brezplačni (ne-komercialni) geoinformacijski spletni servis. Ime je akronim, ki izhaja iz angleške besedne zveze Geo Enabled And Better Internet Oriented Services.
GeaBios združuje skupino ljudi, ki prihajajo iz različnih poslovnih okolij in institucij, ne le iz Slovenije. Glavni motiv je dvig kulture uporabe interneta skozi različne spletne aplikacije, kjer so podatki povezani med seboj in postavljeni v prostor. S primerno mešanico idej, filozofije, tehničnega znanja in razumevanja procesa končnega uporabnika skuša skupina poiskati pristop, s katerim bo uporabnik na lahek in prijazen način prišel do želene informacije.

## Namen
Osnovni namen spletnega informacijskega servisa je prikaz atraktivnih, verodostojnih in uporabnih informacij ter promocija in demonstracija moči in vloge prostorskih podatkov v informacijski družbi. Osnovni princip tega je "Stvar naj bo enostavna, toda ne bolj kot toliko".
Skozi aplikacije in podatke širokega spektra želi servis pokazati podatke splošnega pomena brez denarnega nadomestila in tako vzbuditi potrebo po uporabi, raziskovanju in kombiniranju objavljenih podatkov.
GeaBios ponuja med seboj prepletene aplikacije in podatke.
- Zemljevide Slovenije, kratke informacije o Sloveniji;
- preprosto iskanje slovenskih naslovov, iskanje po klasificiranih vsebinah (zdravniki, restavracije, bankomati, šole, vrtci, ...);
- časovno izračunljive informacije o vesolju, osončju, Zemlji;
- preprosto GPS navigacijo in sledenje;
- dostop do animiranih vremenskih napovedi (tudi specialnih);
- plimne tabele za Mediteran;
- satelitske posnetke in karte ter iskalnik za več kot 8.000.000 geografskih entitet širnega sveta;
- sinhronizacijo z atomsko uro;
- dodatna orodja: preračunavanje enot, angleško-angleški slovar, ...

## Pridobitve
- Preprost dostop do informacij splošnega pomena;
- brezplačen dostop do različnih informacij;
- informacija je prikazana na različne načine, kar vključuje tekst, slike, fotografije in zemljevide, pri tem pa so podatki medsebojno povezani in nekateri tudi časovno odvisni;
- prikaz večplastnih informacij na enem mestu, brez nepotrebnih preskokov.

## Uporabljeni podatki
Informacijski servis deluje nad podatki dveh glavnih tipov:
- Rastrski zemljevidi, od metila 1:5000 do merila 1:2.500.000. Programska oprema dovoljuje gladek prohod med merili.
- Geolocirani vektorski podatki, ki predstavljajo entitete, ki se obnašajo kot točke, linije, polilinije, poligoni in področja, tako dvo-dimenzionalno kot tro-dimenzionalno. Vse informacije so geokodirane, to pomeni, da so prikazljive na zemljevidih.

Zemljevidi in geokodirani podatki so pridobljeni iz naštetih virov:
- Ministrstvo za okolje in prostor – Geodetska uprava Republike Slovenije,
- Geodetski inštitut Republike Slovenije,
- SAZU - Slovenska akademija znanosti in umetnosti,
- Statistični urad Republike Slovenije,
- Nasa - Jet Propulsion Laboratory,
- Podjetje Demis, Nizozemska
- Podjetje Academa

## Uporabljena tehnologija
Stran je izdelana kot RIA. Vsebina se naloži s strežnika v ozadju, JavaScript metode spremenijo DOM glavne strani, ki se obnaša kot organizator strani s tako imenovanimi prosto plavajočimi okni. Različne aplikacije tečejo simultano v tem okolju in medsebojno komunicirajo. Aplikacije so zgrajene v čistem JavaScriptu, kot Javanski programčki in kot Flash programčki.

## Zgodovina
Večje spremembe:
- Maj 1999, 2D/3D interaktivni zemljevidi (DHTML vmesnik in ActiveX/OpenGL vtič internetnega brskalnika)
- Avgust 2000, 2D zemljevidi, Javanski vmesnik, iskalnik klasificiranih podatkov v prostoru, slovenski naslovi, ...
- Maj 2001, astronomija[6][7], umaknjen 2D/3D interaktivni zemljevid (kritika Netscape uporabnikov)
- Februar 2002, podpora za informacijske kioske[8]
- Maj 2003, vremenski moduli za prikaz modelskih napovedi in prikazovalnik satelitskih vremenskih slik ter izračuni
- Julij 2004, nova oblika na osnovi Alice (Academa`s Lite Internet Client Environment), več aplikacij lahko teče simultano
- Junij 2005, zemljevid sveta z dodatkom satelitskih posnetkov, vpetih v prostor ter iskalnik za preko 8.000.000 geografskih entitet
- September 2006, GeoRSS
- Junij 2007, eksperimentalno iskanje video posnetkov

## Financiranje in pravna podlaga zaščite podatkov
Podjetje ACADEMA financira delovanje in pravno formalno stoji za pridobljenimi podatki, kjer to urejajo pogodbe o uporabi podatkov. 

### Posebne strani
- Zemljevid sveta in satelitski posnetki - Tanki WMS/WFS odjemalec

Kratek opis: Satelitske slike in karte. Iskalnik za več kot 8.000.000 geografskih entitet s celega sveta. Različni viri so združeni. Dodatki: Google maps, Yahoo iskalnik za slike, geolocirane internetne strani, ..., so direktno dostopne iz aplikacije. Osnova aplikacije so "Open Geospatial Consortium" standardi.
- Pregledovalec vremena

Kratek opis: Vremenski modeli iz različnih virov so združeni, dodana je časovno odvisna animacija, dinamična povečava, možnost vizualne primerjave, lepljenje podatkov, ...

### Spletne strani, ki uporabljajo GeaBios
- mindat.org - baza mineralov in lokacij
- Mineralienatlas.de - baza mineralov in fosilov
- Ordinacija.net
- Wikipedia - zunanji vir zemljevidov